# 3e régiment d'artillerie à pied (1910-1919)
Pour les articles homonymes, voir 3e régiment.
Ne doit pas être confondu avec 3e régiment d'artillerie à pied.
Le 3e régiment d'artillerie à pied (3e RAP) est un ancien régiment de l'armée française, créé en 1910. Cette unité destinée à la défense des places fortifiées et qui est dissoute en 1919. Ses traditions sont reprises par le 163e régiment. d'artillerie.

## Création et différentes dénominations
- 1er mars 1910 : création du 3e régiment d'artillerie à pied
- 1919 : Dissous

## Historique des garnisons, combats et bataille
Le 3e régiment d'artillerie à pied est créé le 1er mars 1910 lorsque les dix-huit bataillons d'artillerie à pied sont regroupés en onze régiments d'artillerie à pied. 
Il est créé à partir du 18e bataillon d'artillerie à pied dissous, dont les batteries conservent leur numéro : 1re à Belle-Île, 2e, 3e et 6e à Brest, 4e à Port-Louis, 5e à Quiberon et 7e à Saint-Nazaire.
Le régiment est réorganisé le 1er juillet 1914 : il est recréé à partir du 2e régiment d'artillerie à pied de Cherbourg, dissous, et de l'ancien 3e régiment d'artillerie à pied de Brest. Il est chargé de la défense des côtes.

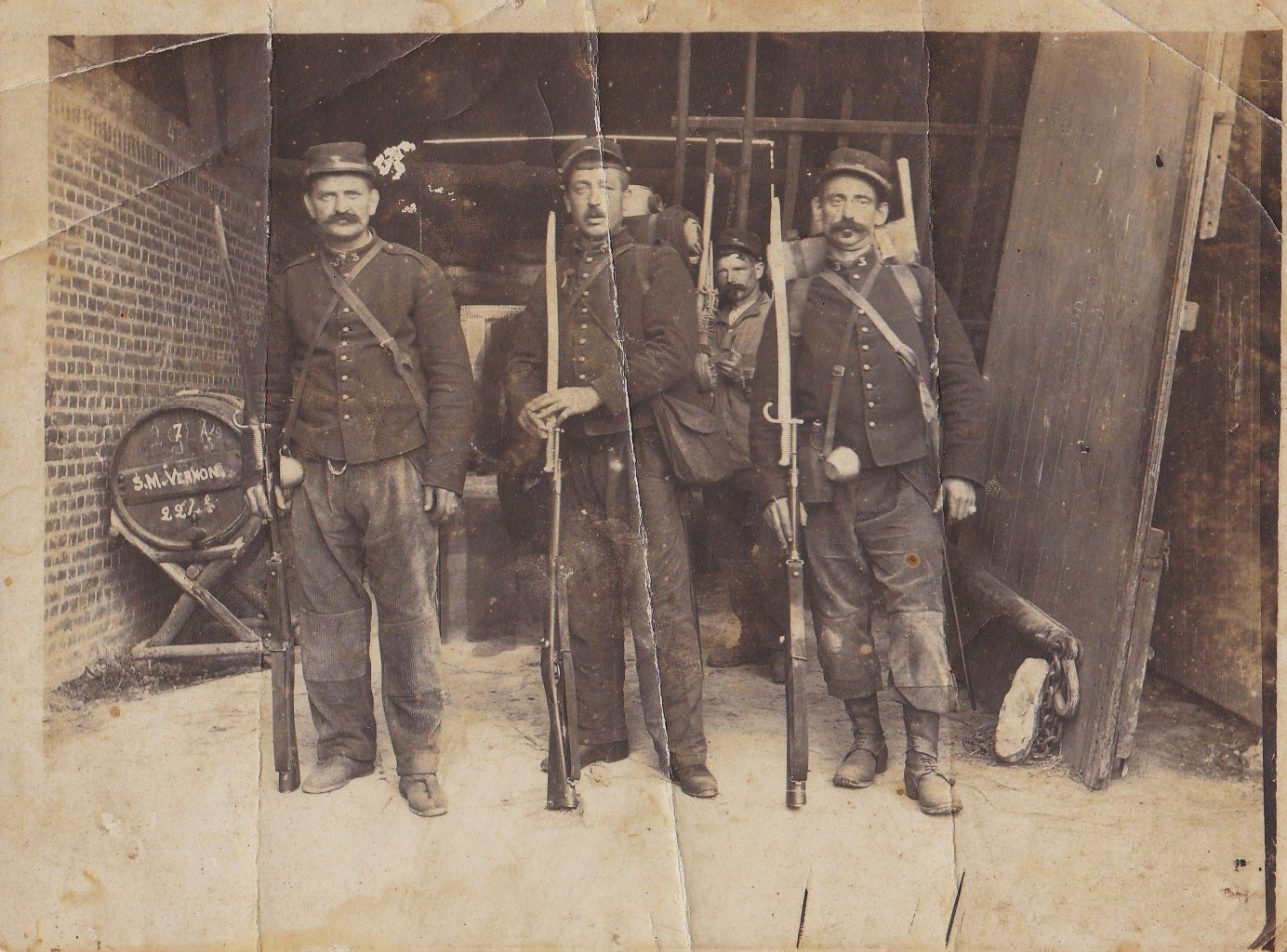
Photographie de groupe prise au 4e groupe territorial du 3e RAP à Cherbourg, fin 1914.

Au déclenchement de la Première Guerre mondiale, les batteries du 3e RAP sont envoyées servir des pièces de forteresse sur le front terrestre.
Les deux obusiers de 400 de la 77e batterie permettent la reconquête des forts de Douaumont et de Vaux lors de la bataille de Verdun en octobre 1916.
Il est dissous le 1er octobre 1919 et ses personnels rejoignent le 153e régiment d'artillerie. Les traditions du 3e RAP sont reprises par le 163e RAP, créé en 1916.

## Étendard
Le 3e régiment d'artillerie à pied reçoit un drapeau en 1910, qui ne porte aucune inscription,..

## Personnalité ayant servi au régiment
- Édouard Buisson d'Armandy, lieutenant du 3e RAP[10]
- Octave Longuet, artilleur au 3e RAP en 1914-1915 puis résistant pendant la Seconde Guerre mondiale[11]

## Sources et bibliographie
- Historiques des corps de troupe de l'armée française (1569-1900)
- Capitaine d'artillerie Leroy : Historique et organisation de l'artillerie : l'artillerie française depuis le 2 août 1914
- Loi du 24 juillet 1909, modifiée par la loi du 15 avril 1914, relative à la constitution des cadres et des effectifs de l'armée active et de l'armée territoriale en ce qui concerne l'artillerie, suivie des instructions du 16 avril et du 8 juin 1914 pour son application
- Historique du 3e RAP durant la guerre 1914-1918